# Gebäudetyp E
Der Gebäudetyp E (auch Gebäudetyp-e) ist ein Planungsansatz aus den 2020er-Jahren zum einfachen Bauen. Er beruht auf Vorschlägen von Architektenkammern zur Änderung des Bauvertragsrechts, durch die bei Bauvorhaben auf gesetzlich nicht zwingende Baustandards verzichtet werden kann, um schneller und kostengünstiger zu bauen. Das Bundeskabinett hat einen Gesetzesentwurf zum einfachen Bauen nach dem Gebäudetyp-E, das sogenannte Gebäudetyp-E-Gesetz, am 6. November 2024 beschlossen. Aufgrund des vorgezogenen Endes der Wahlperiode konnte das Gesetzgebungsverfahren jedoch nicht mehr abgeschlossen werden.

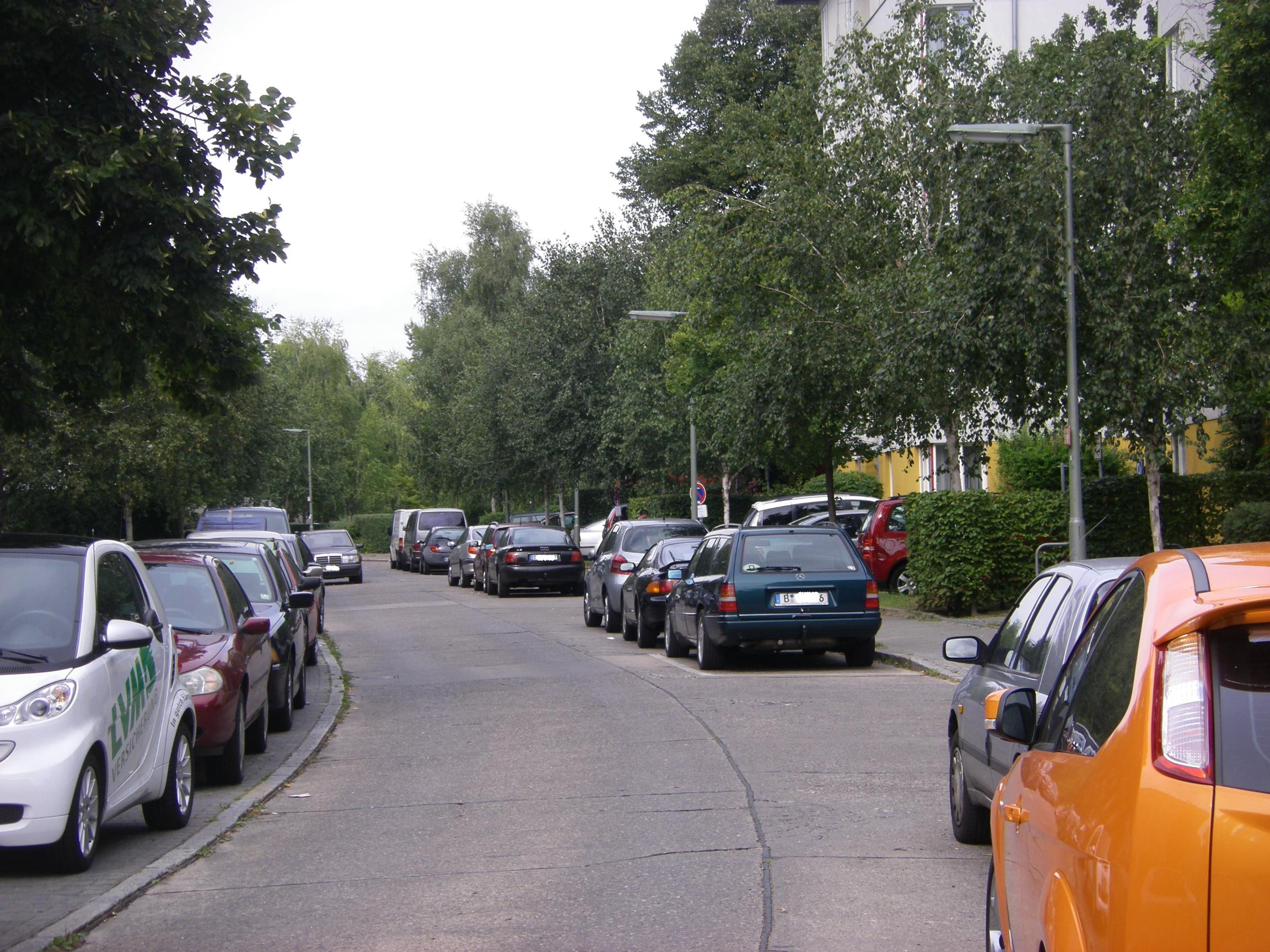
Sanierte frühere „Mau-Mau-Siedlung“ in Berlin-Lankwitz

## Entstehung und Gesetzentwurf
Der Gebäudetyp E beruht auf einem Vorschlag der Bayerischen Architektenkammer aus dem Jahr 2022. Das „E“ steht für „einfach“ oder „experimentell“.
Beim Planen und Bauen gibt es viele Regeln und Empfehlungen, die Architektinnen und Architekten in ihren Entwürfen, ohne konkrete Vereinbarungen mit den Käufern, wenig Spielraum für rechtssichere Vereinfachungen lassen und das Bauen damit tendenziell  aufwendiger machen. Durch die Rechtsprechung werden sämtliche allgemein anerkannten Regeln der Technik (a.a.R.d.T.) quasi als Mindeststandard zum geschuldeten Planungs- und Bausoll gesetzt, da es sich ansonsten um eine mangelhafte Leistung handeln kann – unabhängig davon ob es sich tatsächlich um bautechnische Erfordernisse oder sogenannte Komfortstandards (wie größeren Schallschutz) handelt. Abweichungen sind möglich, lösen auf Seiten der fachkundigen Baubeteiligten aber umfassende Aufklärungspflichten aus, deren Art und Umfang vom jeweiligen Einzelfall abhängen. Die a.a.R.d.T. sind im Bauwesen von vertraglicher Bedeutung. Sie umfassen sämtliche technischen Vorgaben und Verfahren, die unter Fachleuten als geeignet, notwendig und zweckmäßig gelten, um Bauprojekte fachgerecht und fehlerfrei auszuführen.
Welche Normen konkret zu den a.a.R.d.T.  zählen, ist gesetzlich nicht eindeutig definiert. Die Abgrenzung erfolgt durch das Fachwissen der Baubranche und wird im Streitfall von Gerichten festgelegt. Die Rechtsprechung neigt dazu, eine Bauleistung als mangelhaft zu bewerten, wenn die aRdT nicht beachtet wurden. Dies hat in der Praxis dazu geführt, dass Bauvorhaben häufig so geplant und umgesetzt werden, dass sämtliche bautechnischen Normen eingehalten werden – einschließlich solcher, die lediglich Komfortzwecken dienen. Diese umfassende Normorientierung hat dazu beigetragen, Baukosten zu steigern und den Wohnungsbau für Investoren und Käufer erschwert.
Die Initiative Gebäudetyp E wird von einer „breiten Allianz aus Vertreterinnen und Vertretern des Bundes, der Länder sowie der Baupraxis unterstützt“.
Der neue Planungsansatz verfolgt das Ziel, als Leitlinie für noch ausreichend gutes aber billigeres Bauen zu dienen. Er setzt auf eine Rückbesinnung auf grundlegende Basis-Prinzipien des Bauens und richtet sich gegen eine als zunehmende Verkomplizierung verstandene bessere Ausstattung von Gebäuden durch Regeln und Normen. Stattdessen werden pragmatische Lösungen angestrebt, die durch die Zusammenarbeit erfahrener Bauherrinnen und Bauherren sowie Architektinnen und Architekten entwickelt werden.
Wesentlich ist dabei, dass die zentralen Schutzziele der Bauordnungen – insbesondere in den Bereichen Standsicherheit, Brandschutz und Barrierefreiheit und Energierecht – unverändert gewahrt bleiben sollen.
Florian Nagler experimentiert seit 2022 an drei Forschungshäusern in Bad Aibling, wie man einfacher und kostengünstiger bauen kann. In Bayern wurden seit Dezember 2023 anhand von 19 Pilotprojekten Erkenntnisse im Umgang mit dem Gebäudetyp E gesammelt. Am 29. Juli 2024 verschickte das Bundesjustizministerium einen Gesetzentwurf zum Gebäudetyp E an die Länder und Verbände, damit diese ihre Stellungnahmen abgeben konnten. Kern des Gesetzentwurfs sind Veränderungen im Bau- und Werkvertragsrecht.

## Neuerungen beim Gebäudetyp E
- Der baurechtliche Begriff „anerkannte Regeln der Technik“ wird dahingehend konkretisiert, dass reine Ausstattungs- und Komfortstandards keine „anerkannten Regeln der Technik“ (a. R. d. T.) sind, dies sollen in Zukunft nur sicherheitsrelevante technische Normen sein.[2]
- Die Abweichung von den „anerkannten Regeln der Technik“ soll erleichtert werden,[2] insbesondere soll ohne ausdrückliche Vereinbarung die Einhaltung reiner Komfortstandards nicht verpflichtend sein, dasselbe gilt für Standards, die nach Bestimmung der Bundesregierung die Nutzung von innovativen, nachhaltigen oder kostengünstigen Bauweisen oder Baustoffen erheblich erschweren, Vereinbarungen über Abweichung von „anerkannten Regeln der Technik“ werden erleichtert, ein Abweichen hiervon soll auch ohne ausdrückliche Vereinbarung kein automatischer Sachmangel sein.[3]

Konkrete Beispiele sind:
- die Reduzierung der Dicke von Stahlbetondecken von 18 auf 14 Zentimeter
- das Einziehen von Holzbalkendecken ohne Estrich
- die Reduzierung der Anzahl von Steckdosen und Leitungen, z. Zt. sind beim Neubau einer durchschnittlichen Dreizimmerwohnung ca. 47 Steckdosen üblich.[2] Durch Anpassung an den konkreten Bedarf und geschickte Positionierung könnte die Anzahl verringert werden.

Die Neuregelungen sollen auch auf Bauten im Bestand anwendbar sein, z. B. auf Aufstockungen und Bebauungen von Hinterhöfen.

## Stellungnahmen
Als Vorteil der neuen Bauweise werden genannt:
- beschleunigtes Planen und Bauen durch schnellere Aufstellung von Bebauungsplänen
- schnellere Schaffung von fehlendem Wohnraum
- leichteres experimentelles Bauen
- günstigeres Bauen
- individuellere Gebäudeausstattung[4]

Als Nachteile werden genannt:
- niedrigere Wohnstandards z. B. im Schall- und Lärmschutz
- Missachtung der Schutzziele der Bauordnung (gesetzlich geregelte Anforderungen sind nicht mehr zwingend)
- rechtlich unsichere Umsetzung von Bauvorhaben
- fachliche Kenntnisse für die Planung und den Bau von Gebäudetyp E, die private Bauherren in der Regel nicht haben, sind Voraussetzung[4]

Der Vorsitzende des Bauherrenschutzbundes, Florian Becker, sieht den Gebäudetyp E kritisch, da dieser nach seiner Ansicht „wenig geeignet für private Bauherren (ist), die Ein- oder Zweifamilienhäuser errichten“ und er eher für Großprojekte in Betracht käme. Felix Pakleppa, Hauptgeschäftsführer vom Zentralverband Deutsches Baugewerbe (ZDB), hält hingegen „die erleichterten Möglichkeiten zur Aufstockung und Hinterhofbebauung (für) sinnvoll und (sie) ermöglichen gerade im angespannten innerstädtischen Bereich die Schaffung von Wohnraum, ohne dass ein bestehender Bebauungsplan geändert werden muss“.
Das Bundesjustizministerium beziffert das Einsparpotential des Gebäudetyps auf bis zu 8 Milliarden Euro im Jahr. Bei der Deutschen Gesellschaft für Mauerwerks- und Wohnungsbau (DGfM) sieht man durchaus die Möglichkeit der Erleichterung durch den Gebäudetyp E, allerdings zunächst nur für fachkundige Unternehmer. „Für den Erfolg der Regelung wird ausschlaggebend sein, ob auch der Endverbraucher in Form von selbstnutzendem Eigentümer, privatem Kleinvermieter oder Mieter einer Wohnungsbaugesellschaft an den Gebäudetyp E gebunden werden können“, sagt DGfM-Geschäftsführer Christian Bruch. Der Direktor des Verbands bayerischer Wohnungsunternehmen, Hans Maier, beziffert das Einsparpotential durch den neuen Gebäudetyp auf 10 Prozent der Baukosten. Dass sich aus dem Gebäudetyp E künftig ein „Wohnen zweiter Klasse“ wie bei den Schlichthäusern der 1950er Jahre entwickeln könnte, deren Bewohner zudem oft als „Mau-Maus“ stigmatisiert wurden, glaubt er nicht.